# Discografia di Benji & Fede
La discografia di Benji & Fede, gruppo musicale italiano composto da Benjamin Mascolo e Federico Rossi, è costituita da cinque album in studio, ventiquattro singoli e altrettanti video musicali, pubblicati dal 2013.

## Album in studio
| Anno                                                         | Titolo | Classifiche | Classifiche | Certificazioni     | Unità           |
| Anno                                                         | Titolo | ITA         | SWI         | Certificazioni     | Unità           |
| ------------------------------------------------------------ | --- | ----------- | ----------- | ------------------ | --------------- |
| 2015                                                         | 20:05 - Pubblicato: 9 ottobre 2015 - Etichetta: Warner Music Italy - Formati: CD, download digitale, streaming              | 1           | —           | - ITA: Platino     | - ITA: 50 000+  |
| 2016                                                         | 0+ - Pubblicato: 21 ottobre 2016 - Etichetta: Warner Music Italy - Formati: CD, LP, download digitale, streaming            | 1           | —           | - ITA: Platino (2) | - ITA: 100 000+ |
| 2018                                                         | Siamo solo Noise - Pubblicato: 2 marzo 2018 - Etichetta: Warner Music Italy - Formati: CD, LP, download digitale, streaming | 1           | —           | - ITA: Platino (2) | - ITA: 100 000+ |
| 2019                                                         | Good Vibes - Pubblicato: 18 ottobre 2019 - Etichetta: Warner Music Italy - Formati: CD, download digitale, streaming        | 1           | 36          | - ITA: Platino     | - ITA: 50 000+  |
| 2024                                                         | Rewind - Pubblicato: 25 ottobre 2024 - Etichetta: Warner Music Italy - Formati: CD, LP, download digitale, streaming        | 4           | —           |                    |                 |
| "—" indica una pubblicazione non classificata in quel paese. | |             |             |                    |                 |

## Singoli
| Anno                                                         | Titolo                                                       | Classifiche | Classifiche | Certificazioni     | Unità           | Album di provenienza |
| Anno                                                         | Titolo                                                       | ITA         | SWI         | Certificazioni     | Unità           | Album di provenienza |
| ------------------------------------------------------------ | ------------------------------------------------------------ | ----------- | ----------- | ------------------ | --------------- | -------------------- |
| 2013                                                         | Best Song Ever                                               | —           | —           |                    |                 | /                    |
| 2014                                                         | Da quando ci sei tu                                          | —           | —           |                    |                 | /                    |
| 2015                                                         | Tutta d'un fiato                                             | 75          | —           | - ITA: Oro         | - ITA: 25 000+  | 20:05                |
| 2015                                                         | Lunedì                                                       | —           | —           | - ITA: Oro         | - ITA: 25 000+  | 20:05                |
| 2015                                                         | Lettera                                                      | 99          | —           | - ITA: Oro         | - ITA: 25 000+  | 20:05                |
| 2016                                                         | New York                                                     | —           | —           | - ITA: Oro         | - ITA: 25 000+  | 20:05                |
| 2016                                                         | Eres mía (con Xriz)                                          | 6           | —           | - ITA: Platino     | - ITA: 50 000+  | /                    |
| 2016                                                         | Amore Wi-Fi                                                  | 2           | —           | - ITA: Oro         | - ITA: 25 000+  | 0+                   |
| 2016                                                         | Adrenalina                                                   | 22          | —           |                    |                 | 0+                   |
| 2016                                                         | Forme geometriche (Addicted to You) (feat. Jasmine Thompson) | 82          | —           |                    |                 | 0+                   |
| 2017                                                         | Tutto per una ragione (feat. Annalisa)                       | 9           | —           | - ITA: Platino (3) | - ITA: 150 000+ | 0+                   |
| 2017                                                         | Buona fortuna                                                | 15          | —           | - ITA: Oro         | - ITA: 25 000+  | Siamo solo Noise     |
| 2018                                                         | On Demand (feat. Shade)                                      | 26          | —           |                    |                 | Siamo solo Noise     |
| 2018                                                         | Moscow Mule                                                  | 13          | —           | - ITA: Platino (2) | - ITA: 100 000+ | Siamo solo Noise     |
| 2018                                                         | Universale                                                   | 64          | —           | - ITA: Oro         | - ITA: 25 000+  | Siamo solo Noise     |
| 2019                                                         | Dove e quando                                                | 1           | 8           | - ITA: Platino (5) | - ITA: 350 000+ | Good Vibes           |
| 2019                                                         | Sale (feat. Shari)                                           | 67          | —           | - ITA: Oro         | - ITA: 35 000+  | Good Vibes           |
| 2019                                                         | Magnifico difetto                                            | 50          | —           | - ITA: Oro         | - ITA: 35 000+  | Good Vibes           |
| 2024                                                         | Musica animale                                               | —           | —           |                    |                 | Rewind               |
| 2024                                                         | Estate punk                                                  | —           | —           |                    |                 | Rewind               |
| 2024                                                         | Caro amico                                                   | —           | —           |                    |                 | Rewind               |
| 2024                                                         | Daisy                                                        | —           | —           |                    |                 | Rewind               |
| 2025                                                         | Anni d'oro                                                   | —           | —           |                    |                 | Rewind               |
| 2025                                                         | Stupido me, stupida te                                       | —           | —           | /                  |                 |                      |
| "—" indica una pubblicazione non classificata in quel paese. |                                                              |             |             |                    |                 |                      |

## Altri brani entrati in classifica
| Anno | Titolo           | Classifiche | Album di provenienza |
| Anno | Titolo           | ITA         | Album di provenienza |
| ---- | ---------------- | ----------- | -------------------- |
| 2016 | A casa mia       | 88          | 0+                   |
| 2016 | Traccia numero 3 | 71          | 0+                   |
| 2016 | Una foto         | 76          | 0+                   |
| 2016 | Non è da te      | 95          | 0+                   |
| 2016 | Boomeranghi      | 87          | 0+                   |

## Collaborazioni
| Anno | Titolo                                                              | Album di provenienza                   |
| ---- | ------------------------------------------------------------------- | -------------------------------------- |
| 2016 | A mano a mano (Alessio Bernabei feat. Benji & Fede)                 | Noi siamo infinito                     |
| 2017 | Che campioni Holly e Benji!!! (Cristina D'Avena feat. Benji & Fede) | Duets Forever - Tutti cantano Cristina |
| 2017 | Solo por una razón (Sweet California feat. Benji & Fede)            | Hits Reloaded                          |
| 2018 | L'estate (SeriousMartin feat. Benji & Fede, Error404 e Aikh)        | /                                      |

## Video musicali
| Anno | Titolo                              | Regista/i                                   |
| ---- | ----------------------------------- | ------------------------------------------- |
| 2013 | Best Song Ever                      | —                                           |
| 2014 | Da quando ci sei tu                 | —                                           |
| 2015 | Tutta d'un fiato                    | Michele Piazza                              |
| 2015 | Lunedì                              | Mauro Russo                                 |
| 2015 | Lettera                             | Mauro Russo                                 |
| 2016 | New York                            | Gaetano Morbioli                            |
| 2016 | Eres mía                            | Mario Ruiz                                  |
| 2016 | Amore Wi-Fi                         | Alessandro Murdaca                          |
| 2016 | Adrenalina (Spanish Version)        | Claudio Zagarini e Giada Job                |
| 2016 | Forme geometriche (Addicted to You) | Alessandro Murdaca                          |
| 2017 | Tutto per una ragione               | The Astronauts                              |
| 2017 | Buona fortuna                       | Mauro Russo                                 |
| 2018 | On Demand                           | Fabio Tartaglia                             |
| 2018 | Moscow Mule                         | Matilde Composta e Lorenzo Invernici        |
| 2018 | Universale                          | Marc Lucas e Igor Grbesic                   |
| 2019 | Dove e quando                       | Marc Lucas e Igor Grbesic                   |
| 2019 | Sale                                | Marc Lucas e Igor Grbesic                   |
| 2019 | Magnifico difetto                   | William9                                    |
| 2024 | Musica animale                      | Antonio Usbergo e Niccolò Celaia (YouNuts!) |
| 2024 | Estate punk                         | Marc Lucas                                  |
| 2024 | Caro amico                          | —                                           |
| 2024 | Daisy                               | Davide Dilorenzo e Francesco Colombo        |
| 2025 | Anni d'oro                          | Davide Dilorenzo                            |
| 2025 | Stupido me, stupida te              | Marco Braia                                 |